# Josy Stoffel
Josy Stoffel   (Differdange, 27 de juny de 1928 - Esch-sur-Alzette, 9 de març de 2021) fou un gimnasta luxemburguès. Va participar en 5 edicions consecutives dels Jocs Olímpics (1948, 1952, 1956, 1960 i 1964), tot i que mai va aconseguir una medalla. Tot i així, Stoffel va dominar l'escena domèstica, aconseguint emportar-se el campionat nacional de gimnàstica de Luxemburg 16 anys consecutius, des del 1949 fins al 1964. El 1957 i el 1960 va rebre el premi a l'Esportista Luxemburguès de l'Any, mentre que el 2008 va ser promocionat al rang de Cavaller de l'Orde del Mèrit del Gran Ducat de Luxemburg.